# Santibáñez el Bajo
Santibáñez el Bajo és un municipi de la província de Càceres, a la comunitat autònoma d'Extremadura (Espanya).

## Demografia
| 2001 | 2002 | 2003 | 2004 | 2005 | 2006 |
| ---- | ---- | ---- | ---- | ---- | ---- |
| 1034 | 994  | 947  | 922  | 891  | 863  |